# Wolfgang Grotheer
Wolfgang Grotheer (* 16. Mai 1949 in Bremen) ist ein bremischer Politiker (SPD). Er war Abgeordneter der Bremischen Bürgerschaft, Vizepräsident des Landgerichts Bremen und Richter am Staatsgerichtshof der Freien Hansestadt Bremen.

## Biografie

### Ausbildung und Beruf
Grotheer studierte Rechtswissenschaften und schloss 1977 das Studium mit dem Staatsexamen ab. 1977 wurde er Assessor beim Senator für Justiz und Verfassung in der für den Strafvollzug zuständigen Abteilung. Ab 1979 war er Staatsanwalt, dann Richter beim Amtsgericht Bremerhaven, beim Amtsgericht Bremen und schließlich beim Amts- und Landgericht Rostock. Ab 1995 war er beim Landgericht Bremen Vorsitzender Richter einer Kammer für Handelssachen und einer Zivilkammer. Grotheer wurde dann zum Vizepräsident des Landgerichts Bremen ernannt und war ab 2015 Richter am Staatsgerichtshof der Freien Hansestadt Bremen.

### Politik
Grotheer ist seit 1971 Mitglied in der SPD und engagierte sich zunächst bei den Jusos. Später wurde er Vorsitzender des SPD-Ortsvereins Schwachhausen-Nord und Sprecher der Arbeitsgemeinschaft sozialdemokratischer Juristinnen und Juristen (ASJ). Grotheer ist seit 1993 Vorsitzender des SPD-Unterbezirks Bremen-Ost und war von 1996 bis 2004 Vorsitzender des SPD-Unterbezirks Bremen Stadt. Er ist Mitglied im Landesvorstand der Bremer SPD.
Vom 12. Juni 2003 bis zum 8. Januar 2008 war Grotheer Mitglied der Bremischen Bürgerschaft. Er war dort zuletzt Mitglied des Ausschusses für Angelegenheiten der Häfen, des Betriebsausschuss Justizdienstleistungen, des nichtständigen Ausschusses „Überprüfung einer Wahlrechtsnovellierung im Land Bremen“, des nichtständigen Ausschusses gemäß Artikel 125 der Landesverfassung, der parlamentarischen Kontrollkommission, des Rechts-, des Richterwahl- und des Verfassungs- und Geschäftsordnungsausschusses und ferner des Wahlprüfungsgerichtes. Grotheer gehörte den Deputationen für Soziales, Jugend, Senioren und Ausländerintegration an. Sein Mandat hat er aus beruflichen Gründen am 8. Januar 2008 niedergelegt.
Seine Ehefrau Antje Grotheer gehört seit 2011 der bremischen Bürgerschaft an und wurde 2019 zur Präsidentin gewählt.